# Amanita pantherina
Amanita pantherina, también conocida como amanita pantera o falso galipierno, es un hongo basidiomiceto del orden Agaricales. Su cuerpo fructífero aflora de verano a otoño, generalmente sobre suelos alcalinos de bosques de planifolios y coníferas; es natural de Europa y el occidente de Asia. Es una seta muy tóxica, y su ingestión provoca el mismo síndrome que Amanita muscaria, pudiendo llegar a ser mortal.

## Descripción
El cuerpo fructífero presenta un sombrero de entre 10 y 12 centímetros de diámetro, de color variable entre el pardo claro y el marrón grisáceo, hemisférico en ejemplares jóvenes, más tarde convexo, finalmente plano-convexo. En su cutícula presenta numerosas placas blancas, que son restos del velo, de forma redondeada o puntiaguda. El margen es redondeado y estriado. Las láminas son blancas y libres. El pie, de hasta 15 centímetros de altura, presenta un anillo en el medio y una base bulbosa.

## Toxicidad
La ingestión de Amanita pantherina da lugar al llamado “síndrome micoatropínico” o “síndrome anticolinérgico”. Las toxinas responsables son derivados isoxazólicos: el ácido iboténico y el muscimol, que actúan como falsos neurotransmisores. Esto se debe a que su estereoquímica es similar a la del GABA, y de ese modo, actúan como análogos de este, es decir, como agentes gabamiméticos.
Se ha descrito una mortalidad de un 10 % para la Amanita pantherina.

### Síntomas de intoxicación
Se trata de una intoxicación de latencia breve, donde el periodo de incubación tras la ingesta es de 1 a 3 horas. La duración del cuadro clínico puede ser de unas 12 horas, después del cual, hay una mejora de forma espontánea. La sintomatología clínica se caracteriza por un cuadro de delirio atropínico con algunos signos de intoxicación colinérgica.
En una primera etapa pueden aparecer síntomas gastrointestinales como náuseas (con o sin vómitos), dolores cólicos abdominales y en ocasiones diarrea o estreñimiento (estos síntomas pueden ser de intensidad variable o también puede no presentarse).
El cuadro neurológico de ésta intoxicación recuerda a la intoxicación por plantas atropínicas (Atropa belladonna, Datura stramonium) y se caracteriza por un estado delirante con alucinaciones visuales (embriaguez), ataxia y euforia alternado con agresividad. También puede presentarse espasmos musculares e incluso convulsiones.
Otro de los cuadros que puede hacer su aparición es el de una agitación psicomotriz, y signos de atropinización como midriasis, taquicardia, enrojecimiento cutáneo, cicloplegia, sequedad de mucosas e hipertermia.
Puede aparecer un estado de somnolencia progresiva y llegar al estupor o coma. El mecanismo fisiopatológico de este síndrome es debido a una parálisis del sistema parasimpático.

### Tratamiento
El tratamiento es más bien sintomático. En un principio se administran eméticos, purgantes salinos (para reponer las pérdidas hidroelectrolíticas causadas por el trastorno digestivo) y se incrementa la excreción forzando diuresis. Se evitará el lavado gástrico debido a la excitación del paciente. 
Como tratamiento, en caso de delirios y agitación intensos, se utiliza clorpromazina (0.5 mg/kg cada 6-8 horas, máximo 2mg/kg/día). En los casos de agitación psicomotriz se pueden utilizar sedantes  y anticonvulsivantes, debido a las convulsiones.(Diazepam 0,1-0,2 mg/kg)
Para los signos anticolinérgicos graves, fisostigmina, administrándose la mínima cantidad necesaria por vía endovenosa. Debido a su rápida eliminación puede requerirse dosis adicionales cada 30-60 minutos. En el caso de presentarse una tetania hay que administrar gluconato cálcico.
Hay que tener en cuenta que en el tratamiento de este síndrome está contraindicada la administración de atropina, ya que exacerbaría la sintomatología. Aunque puede plantearse su uso ante la aparición, infrecuente, de síntomas de estimulación colinérgica.

## Galería

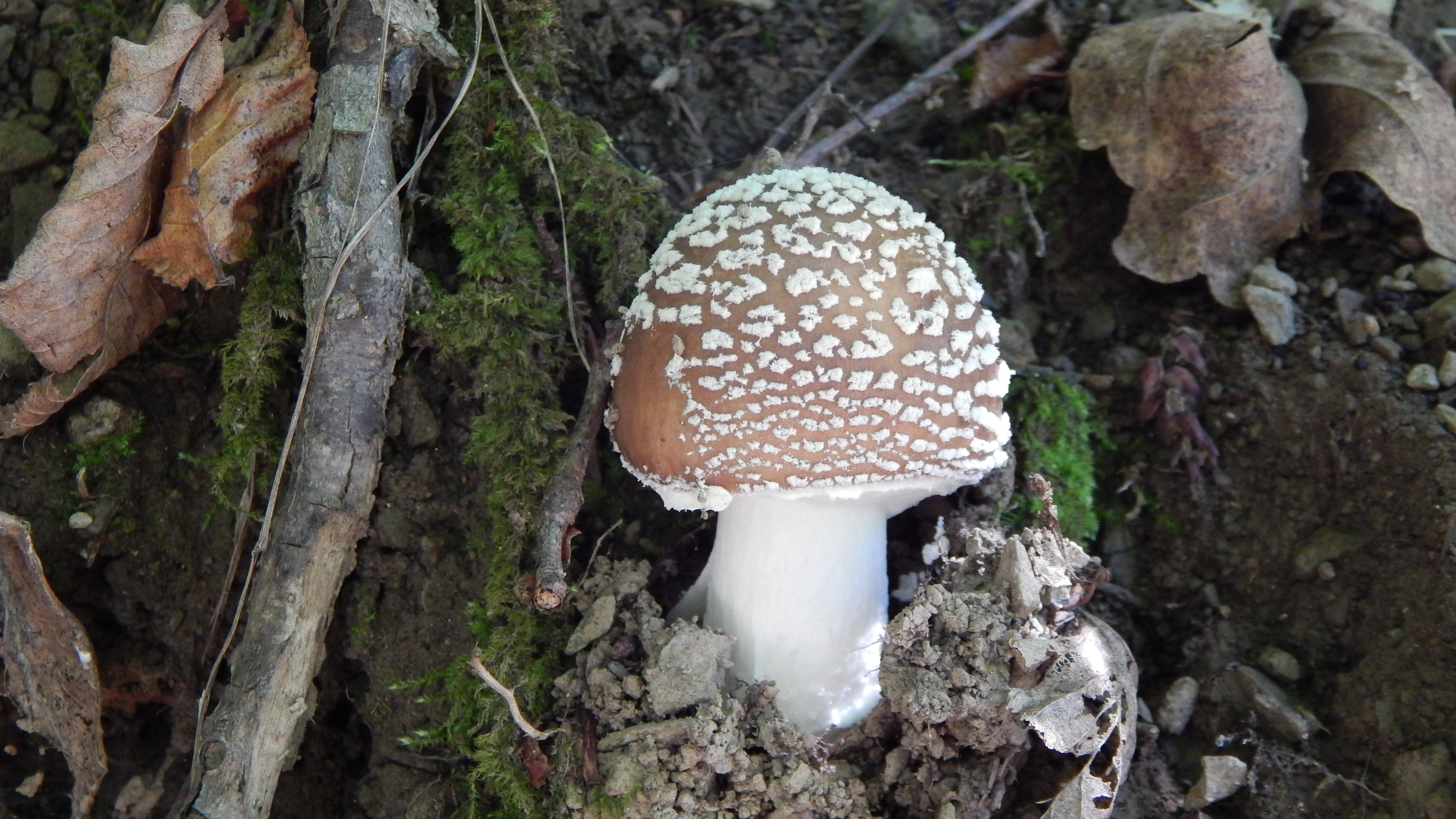
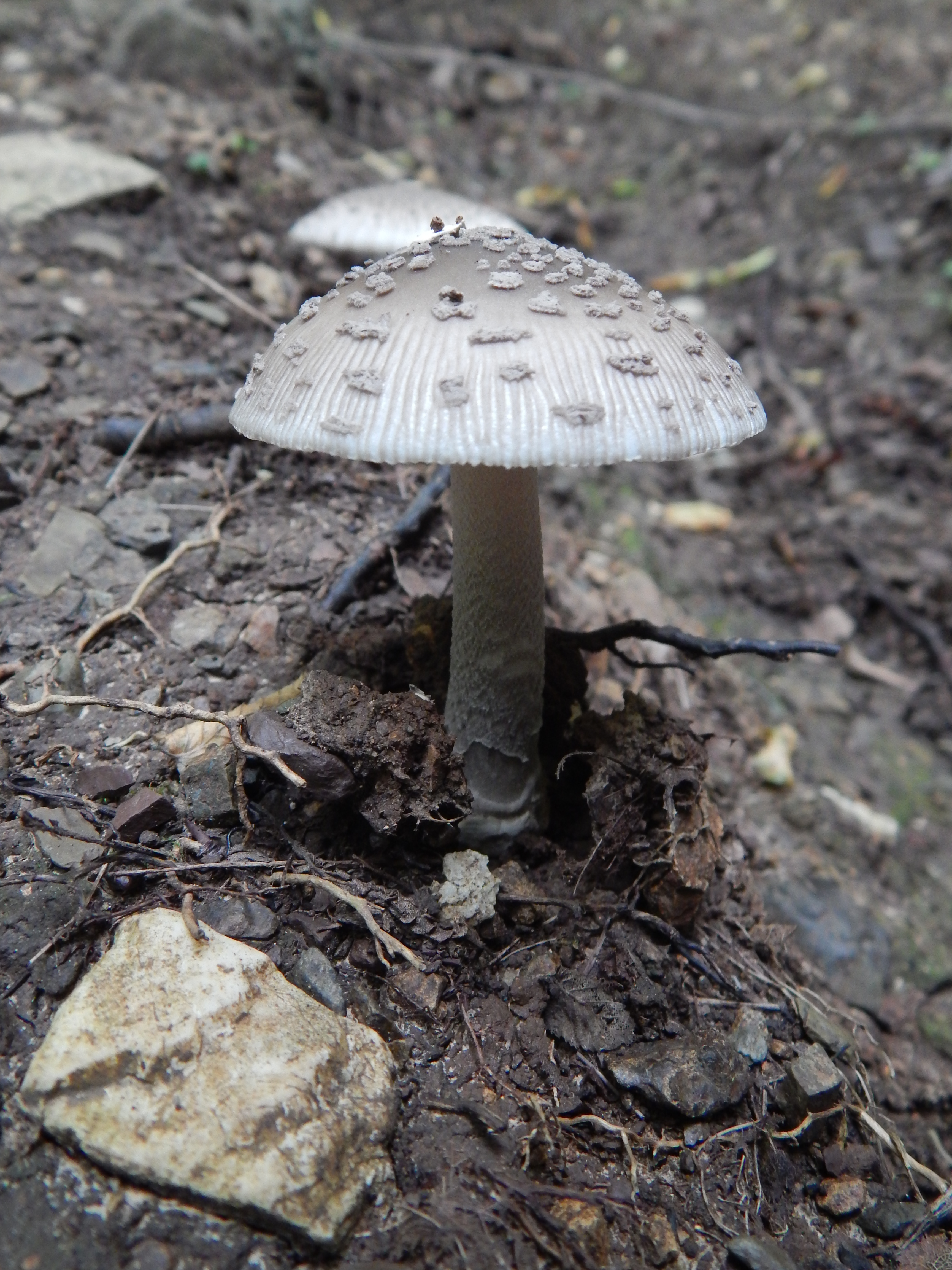
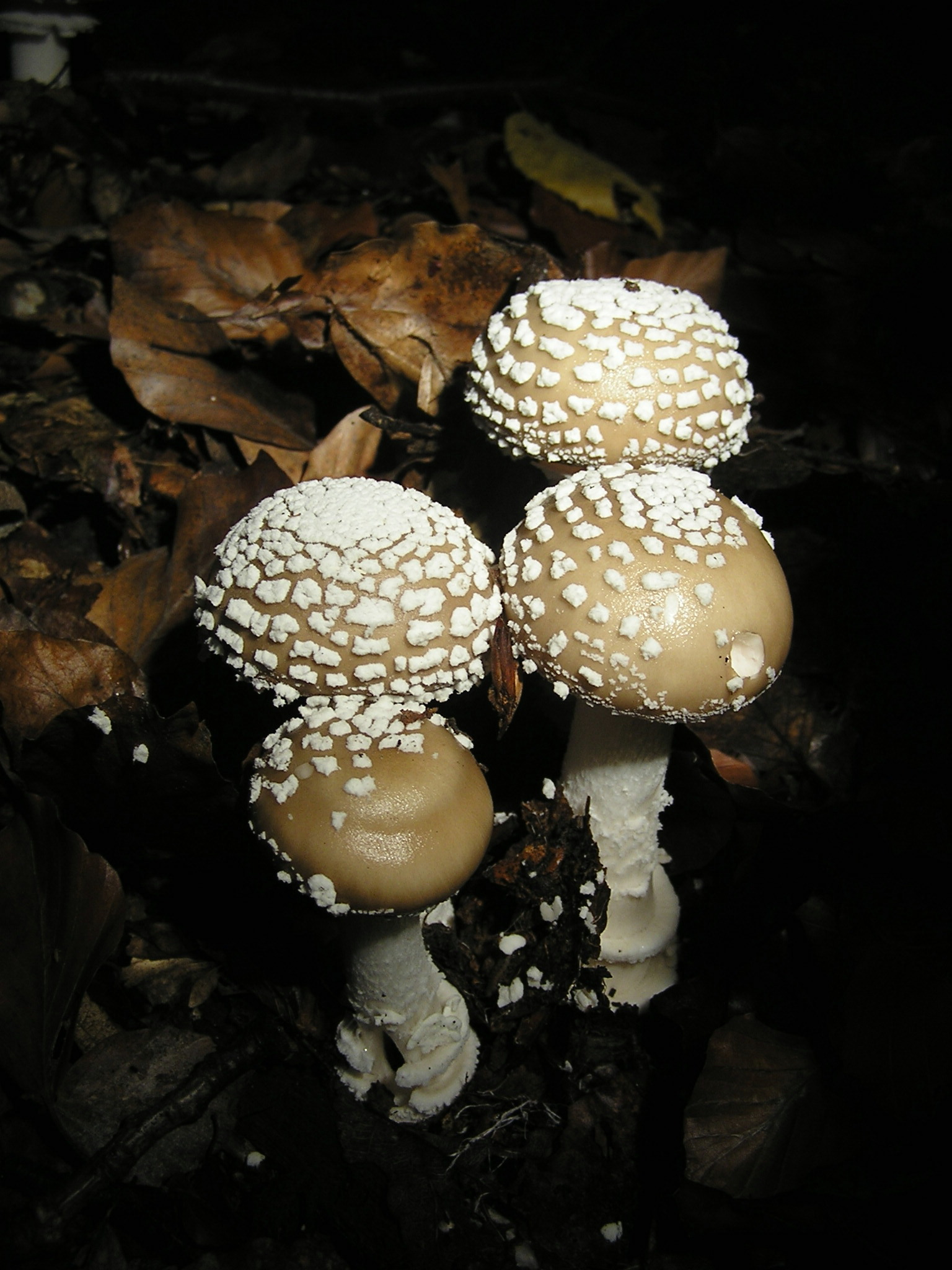
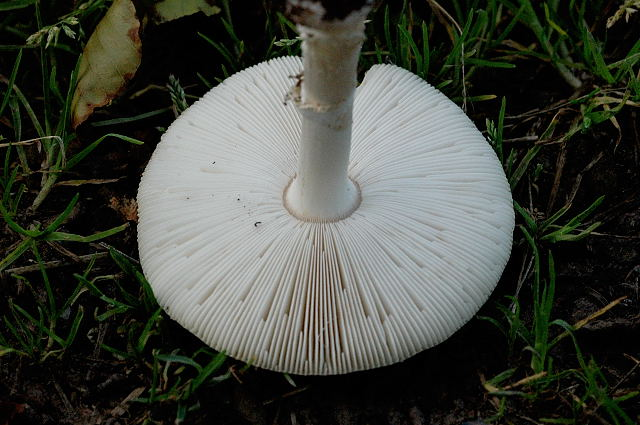
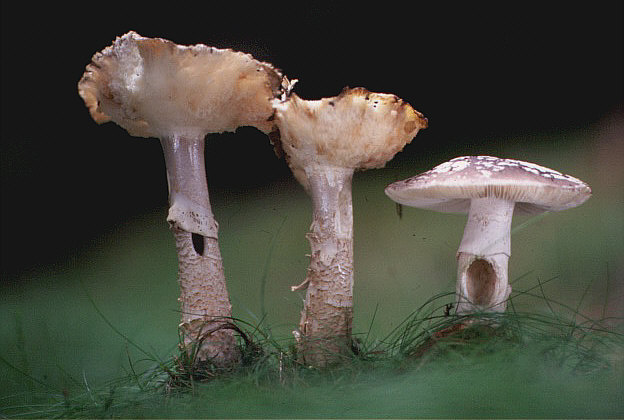